# Niki Lindroth von Bahr
Pour les articles homonymes, voir Lindroth et Bahr.
Niki Lindroth von Bahr, née le 14 février 1984 à Stockholm (Suède), est une réalisatrice suédoise de courts métrages d'animation.

## Biographie
Niki Lindroth von Bahr fait ses débuts en 2008 avec En natt i Moskva (Une nuit à Moscou), suivi en 2010 avec Tord och Tord, film qui a remporté plusieurs prix cinématographiques internationaux et qui a été nommé pour un Guldbagge.

## Filmographie
- 2008 : En natt i Moskva
- 2010 : Tord och Tord
- 2014 : Bath House (Simhall)
- 2017 : The Burden (Min börda)
- 2019 : Något att minnas (Something to Remember)
- 2022 : La Maison (The House)

## Récompenses et distinctions
L'institut suédois de Paris présente une exposition consacrée à son travail en novembre 2022.